# Aeropuerto Internacional Ramón Villeda Morales
El Aeropuerto Internacional Ramón Villeda Morales (IATA: SAP, OACI: MHLM), también conocido como el aeropuerto internacional La Mesa o el aeropuerto de San Pedro Sula, es un aeropuerto internacional hondureño que sirve a la ciudad de San Pedro Sula y la zona norte del país. El aeropuerto está ubicado en La Lima en el departamento de Cortés a unos 15 kilómetros al este del centro de la ciudad. 
Es el aeropuerto hondureño con el mayor número de destinos, con vuelos a ciudades en Centroamérica, España, Estados Unidos y México a través de 17 aerolíneas. Es el aeropuerto más concurrido del país, con alrededor de 1,270,997 pasajeros en 2023.
Entre los destinos nacionales, el aeropuerto proporciona conexiones cortas a importantes atracciones turísticas del país como La Ceiba, las zonas arqueológicas mayas de Copán y las playas del Caribe de Roatán y Tela. El aeropuerto lleva el nombre de Ramón Villeda Morales, antiguo presidente de Honduras entre 1957 y 1963.

## Historia

### Inauguración y construcción
El Aeropuerto Internacional Ramón Villeda Morales se inauguró en febrero de 1965. Esto fue debido a que con el crecimiento acelerado de la población, hubieran desafíos para que los pilotos pudieran aterrizar en el antiguo aeropuerto ubicado en el barrio Barandillas en San Pedro Sula. Además, se necesitaba una modernización en el servicio aéreo, ya que el antiguo aeropuerto contaba únicamente con una pista de tierra y una casita que servía como terminal.
En 1997 se inauguró la actual terminal de pasajeros construida en una nueva ubicación a la antigua inaugurada en 1965. En 2013 se inició una remodelación de la terminal de pasajeros para mejorar las instalaciones e infraestructura del aeropuerto.

### Inundaciones
Debido a su ubicación en una zona de baja elevación, inundable y cercano al río Chamelecón, el aeropuerto ha sufrido graves inundaciones durante su historia.
En octubre de 1998 tras la llegada del huracán Mitch a Honduras el aeropuerto sufrió lo que fue en su momento su mayor inundación. El huracán dejó la pista de aterrizaje cubierta bajo tres metros de agua y lodo. La inundación duró diez días y causó grandes daños a la pista de aterrizaje, la terminal y el sistema eléctrico. La catástrofe causó un cierre completo del aeropuerto.
A raíz del daño del huracán Mitch, pronto después se construyó un muro de contención contra inundaciones para contener futuras aguas. Sin embargo, 22 años después en noviembre de 2020 este muro fallaría dos veces con la llegada de los huracanes Eta e Iota que volvió a inundar el aeropuerto.
A principios de noviembre de 2020, el aeropuerto se inundó debido al huracán Eta y dos semanas después el aeropuerto se volvió a inundar tras la llegada del huracán Iota a Honduras. Las inundaciones causaron grandes daños al interior de la terminal y causó el cese temporal de todas las operaciones en el aeropuerto que causó retrasos en la llegada de ayuda humanitaria al país.

### Primer vuelo a España
El 27 de abril de 2017 se inauguró la primera ruta comercial desde un aeropuerto hondureño a Europa con la ruta Madrid-San Pedro Sula de Air Europa a Madrid (España).

## Descripción

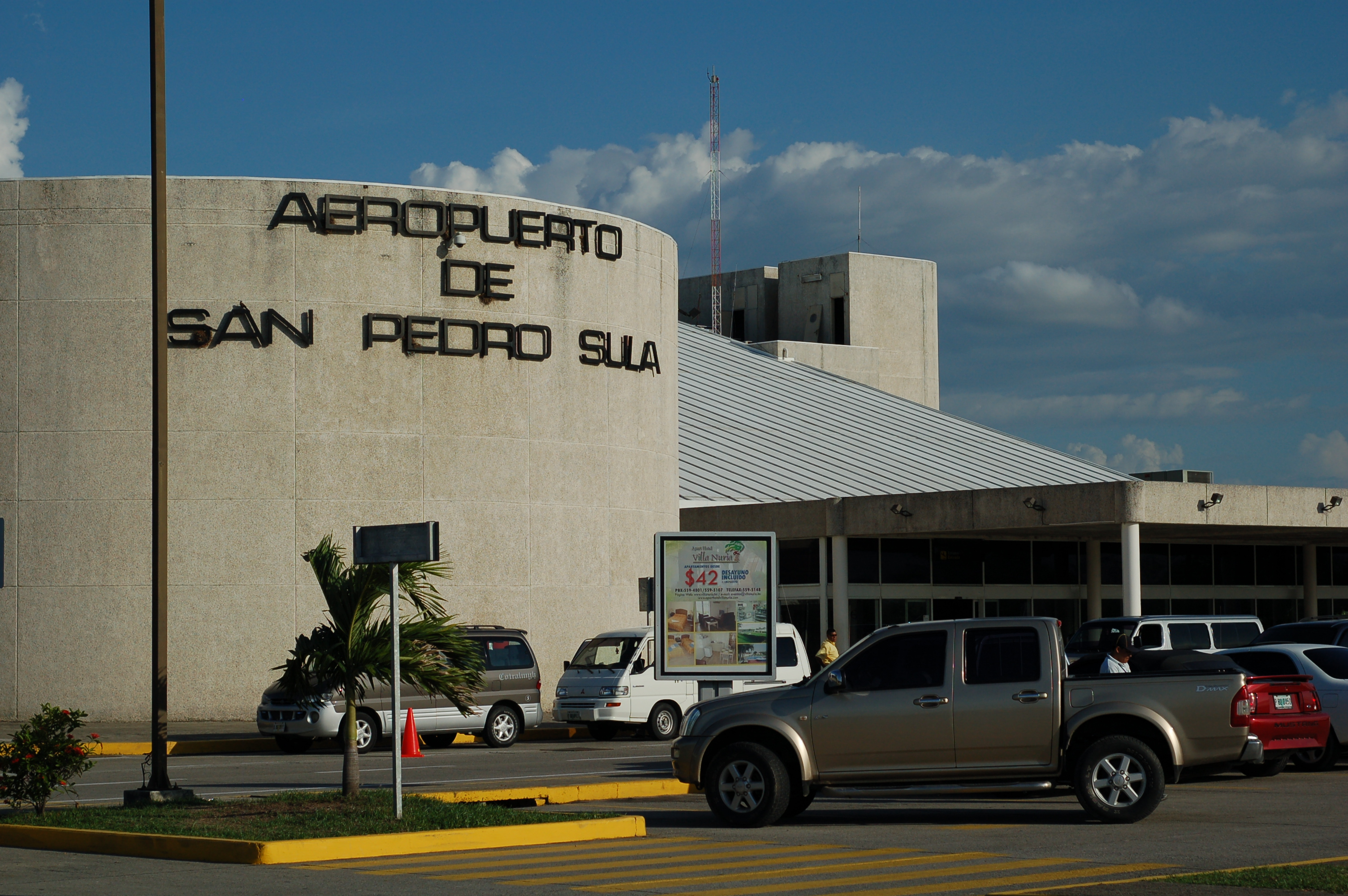
Fachada principal del aeropuerto.

### Ubicación
El aeropuerto está ubicado en San Pedro sula (Distrito 14) a unos 15 kilómetros al este del centro de la ciudad de San Pedro Sula a una altitud de 28 m s. n. m. (91 pies).

### Instalaciones
Cuenta con dos terminales integradas en un mismo edificio: A y B. La terminal tiene 3 puentes de embarque y una sala de embarque para vuelos internacionales. Hay una sola oficina de migración, cámaras de seguridad, puertas y escaleras eléctricas, restaurantes, oficinas para autos de renta y un amplio estacionamiento a un costo de aproximadamente $1.00 por hora o fracción. Para abordar aeronaves Turbo Prop se baja a la rampa por escaleras eléctricas en el costado norte de la terminal.
Cuenta con una pista de aterrizaje y despegue (04/22) de hormigón, de 2805 metros (9203 pies) de largo y 45 metros (148 pies) de ancho.

### Tasas
El aeropuerto cobra una tasa por el uso de sus instalaciones, de aproximadamente $34.80 por pasajero hondureño y $37.80 por pasajero extranjero, para vuelos internacionales, y de aproximadamente $2.07 por pasajero para vuelos nacionales.[cita requerida]

### Administración
La terminal es administrada por la empresa privada Interairports, de propiedad del Grupo Terra del empresario hondureño de origen palestino Freddy Nasser y del consorcio IDC-Unique. Es supervisado por organismos como la TSA y OACI.
Aunque la terminal es categorizada B actualmente, las autoridades encargadas del aeropuerto se encuentran tratando de cumplir con los estándares de operación establecidos en el convenio de la OACI. Actualmente, esta en proceso de remodelación y se están invirtiendo más de 914 millones de lempiras.[cita requerida] Entre los cambios están, agregar 5 mangas de abordaje, habilitar la antigua terminal, ampliar los estacionamientos y construir el muro perimetral.[cita requerida]

## Aerolíneas y destinos

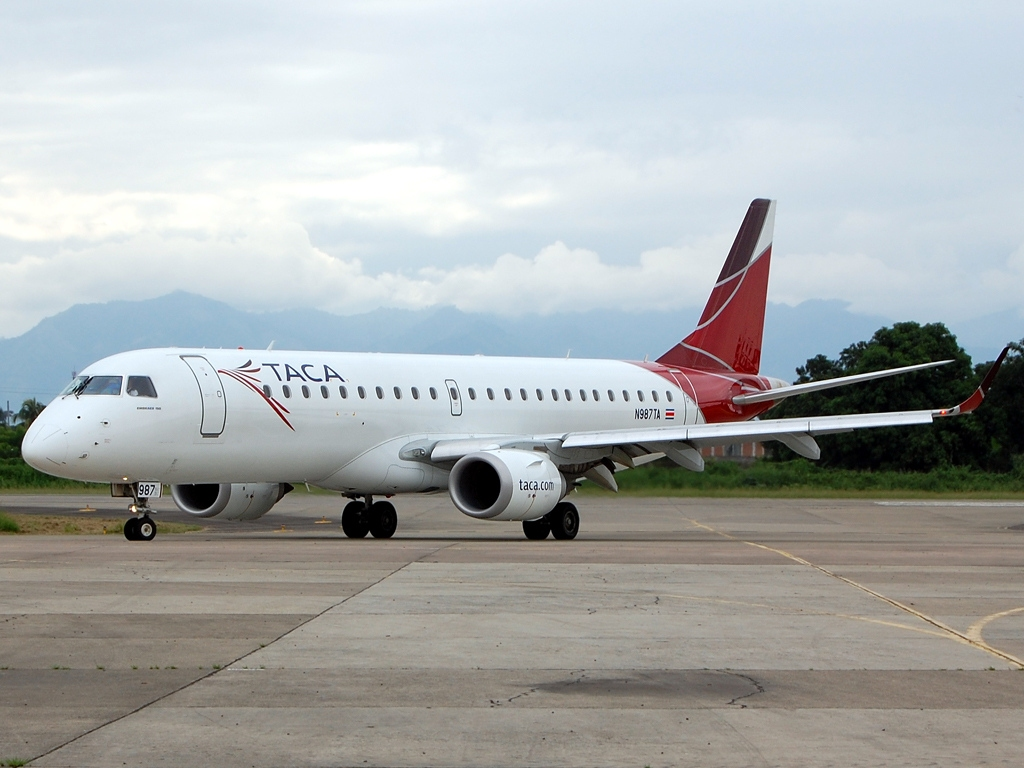
Embraer 190 de TACA en el aeropuerto.

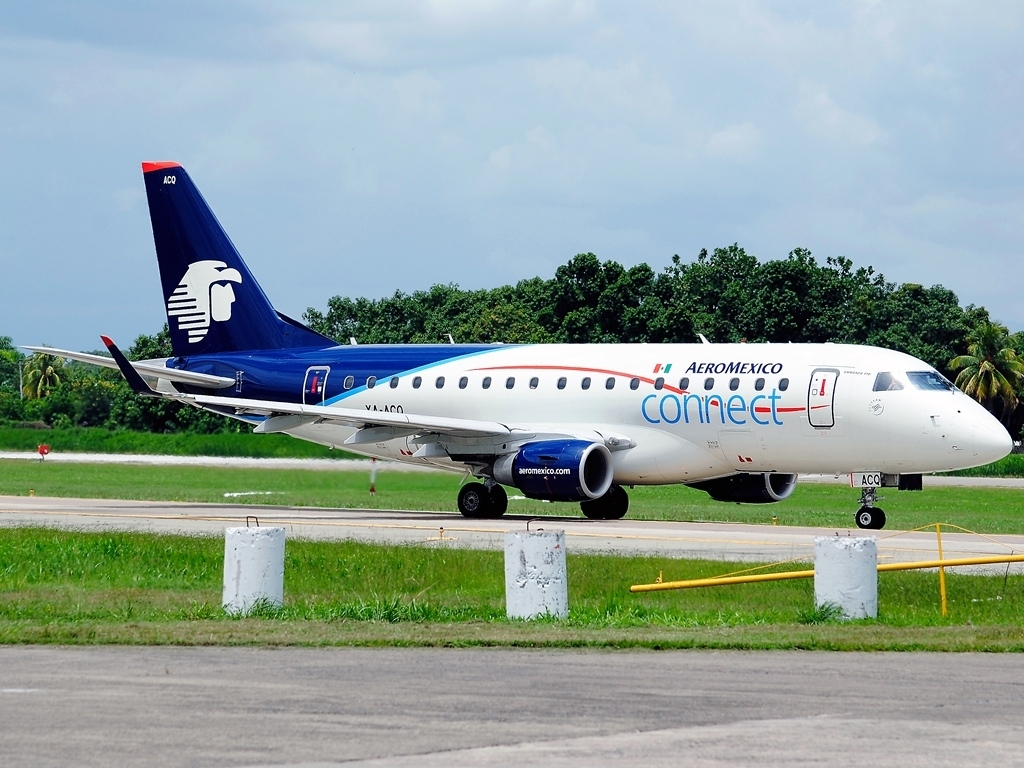
Embraer 170 de Aeroméxico Connect en el aeropuerto.

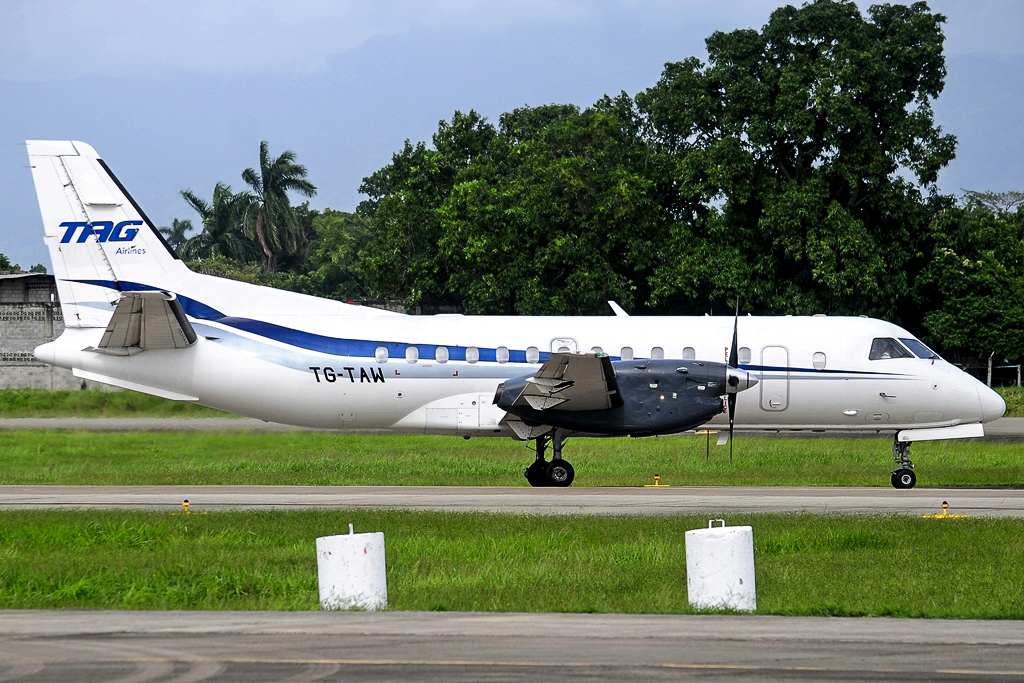
Saab 340A de TAG Airlines en el aeropuerto.

Aerolíneas y destinos que operan de manera regular desde el aeropuerto de San Pedro Sula:

### Pasajeros
| Aerolíneas          | Destinos                                        |
| ------------------- | ----------------------------------------------- |
| Aerolíneas Sosa     | La Ceiba, Roatán                                |
| Aeroméxico Connect  | Ciudad de México                                |
| Air Europa          | Madrid                                          |
| American Airlines   | Miami                                           |
| Avianca Costa Rica  | Estacional: Nueva York–JFK, San José (CR)       |
| Avianca El Salvador | Ciudad de Guatemala, San Salvador               |
| CM Airlines         | Ciudad de Guatemala, Roatán, Tegucigalpa, Utila |
| Copa Airlines       | Ciudad de Panamá–Tocumen                        |
| Delta Air Lines     | Atlanta                                         |
| Frontier Airlines   | Atlanta                                         |
| JetBlue Airways     | Nueva York–JFK                                  |
| Spirit Airlines     | Fort Lauderdale, Nueva Orleans, Orlando         |
| TAG Airlines        | Ciudad de Guatemala                             |
| TAH Airlines        | Ciudad de México-AIFA, Roatán                   |
| Tropic Air          | Ciudad de Belice                                |
| United Airlines     | Houston-Intercontinental Estacional: Newark     |
| Volaris El Salvador | Miami, San Salvador                             |

### Carga

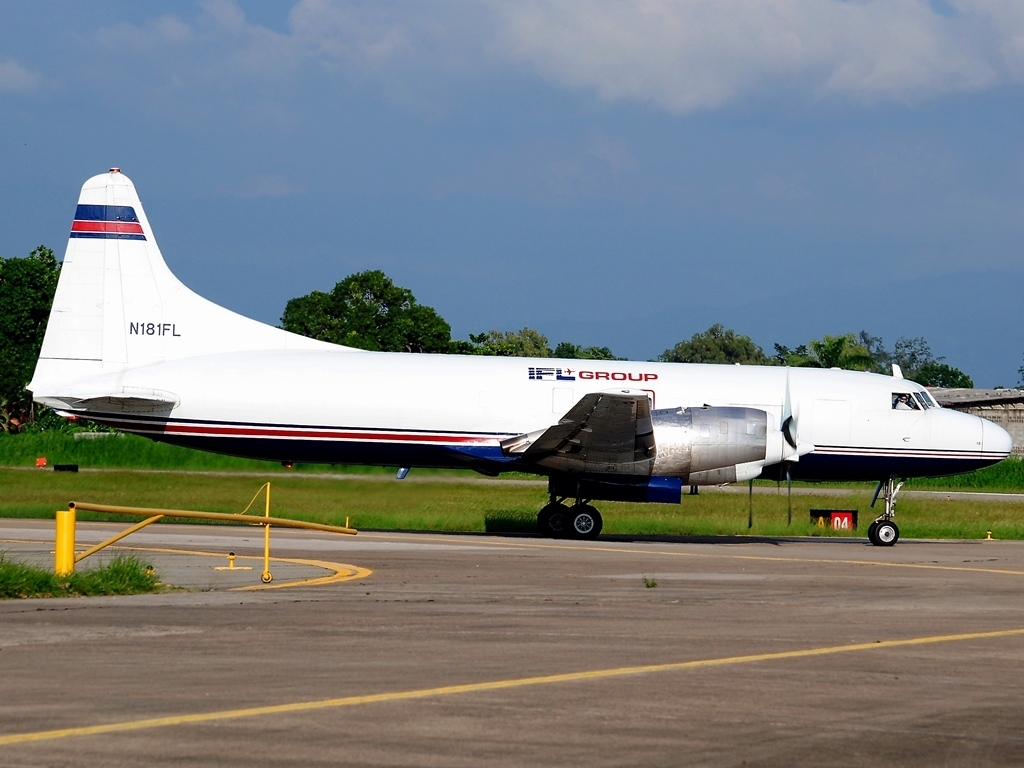
Avión de carga Convair CV-580 de IFL Group en el aeropuerto.

| Aerolíneas                   | Destinos                   |
| ---------------------------- | -------------------------- |
| Amerijet International       | Miami                      |
| Copa Airlines Cargo          | Ciudad de Panamá–Tocumen   |
| DHL Aero Expreso             | Ciudad de Guatemala, Miami |
| IFL Group como FedEx Express | Miami                      |

### Destinos nacionales
Se brinda servicio a 4 ciudades dentro del país a cargo de 3 aerolíneas.
| La Ceiba (LCE)    |   | • |   | 1 |
| Roatán (RTB)      | • | • | • | 3 |
| Tegucigalpa (TGU) | • |   |   | 1 |
| Utila (UII)       | • |   |   | 1 |
| Total             | 3 | 2 | 1 | 4 |

### Destinos internacionales
| ATL BZE DFW EWR, JFK FLL, MIA GUA IAH MAD MCO MEX NLU MSY PTY SAL SJO | ATL BZE DFW EWR, JFK FLL, MIA GUA IAH MAD MCO MEX NLU MSY PTY SAL SJO | ATL BZE DFW EWR, JFK FLL, MIA GUA IAH MAD MCO MEX NLU MSY PTY SAL SJO | ATL BZE DFW EWR, JFK FLL, MIA GUA IAH MAD MCO MEX NLU MSY PTY SAL SJO | ATL BZE DFW EWR, JFK FLL, MIA GUA IAH MAD MCO MEX NLU MSY PTY SAL SJO | ATL BZE DFW EWR, JFK FLL, MIA GUA IAH MAD MCO MEX NLU MSY PTY SAL SJO | ATL BZE DFW EWR, JFK FLL, MIA GUA IAH MAD MCO MEX NLU MSY PTY SAL SJO | ATL BZE DFW EWR, JFK FLL, MIA GUA IAH MAD MCO MEX NLU MSY PTY SAL SJO | ATL BZE DFW EWR, JFK FLL, MIA GUA IAH MAD MCO MEX NLU MSY PTY SAL SJO |
| --------------------------------------------------------------------- | --------------------------------------------------------------------- | --------------------------------------------------------------------- | --------------------------------------------------------------------- | --------------------------------------------------------------------- | --------------------------------------------------------------------- | --------------------------------------------------------------------- | --------------------------------------------------------------------- | --------------------------------------------------------------------- |

Se ofrece servicio a 16 destinos internacionales, a cargo de 16 aerolíneas.
| Ciudades                                                   | Nombre del aeropuerto                                 | Aerolíneas                                        | Frecuencias semanales |
| Norteamérica                                               | Norteamérica                                          | Norteamérica                                      | Norteamérica          |
| ---------------------------------------------------------- | ----------------------------------------------------- | ------------------------------------------------- | --------------------- |
| Estados Unidos (8 destinos [1 estacional], 7 aerolíneas)   |                                                       |                                                   |                       |
| Atlanta                                                    | Aeropuerto Internacional Hartsfield-Jackson           | Delta Air Lines / Frontier Airlines               | 10                    |
| Fort Lauderdale                                            | Aeropuerto Internacional de Fort Lauderdale-Hollywood | Spirit Airlines                                   | 7                     |
| Houston                                                    | Aeropuerto Intercontinental George Bush               | United Airlines                                   | 7                     |
| Miami                                                      | Aeropuerto Internacional de Miami                     | American Airlines / Volaris El Salvador           | 17                    |
| Newark                                                     | Aeropuerto Internacional Libertad de Newark           | United Airlines (Estacional)                      | 4                     |
| Nueva Orleans                                              | Aeropuerto Internacional Louis Armstrong              | Spirit Airlines                                   | 3                     |
| Nueva York                                                 | Aeropuerto Internacional John F. Kennedy              | Avianca Costa Rica (Estacional) / JetBlue Airways | 10                    |
| Orlando                                                    | Aeropuerto Internacional de Orlando                   | Spirit Airlines                                   | 3                     |
| México (2 destinos, 2 aerolíneas)                          |                                                       |                                                   |                       |
| Ciudad de México                                           | Aeropuerto Internacional de la Ciudad de México       | Aeroméxico Connect                                | 7                     |
| Ciudad de México                                           | Aeropuerto Internacional Felipe Ángeles               | TAH Airlines                                      | 7                     |
| Centroamérica y Caribe                                     |                                                       |                                                   |                       |
| Belice (1 destino, 1 aerolínea)                            |                                                       |                                                   |                       |
| Ciudad de Belice                                           | Aeropuerto Internacional Philip S. W. Goldson         | Tropic Air                                        | 2                     |
| Costa Rica (1 destino [estacional], 1 aerolínea)           |                                                       |                                                   |                       |
| San José                                                   | Aeropuerto Internacional Juan Santamaría              | Avianca Costa Rica (Estacional)                   | 3                     |
| El Salvador (1 destino, 2 aerolíneas)                      |                                                       |                                                   |                       |
| San Salvador                                               | Aeropuerto Internacional de El Salvador               | Avianca El Salvador / Volaris El Salvador         | 8                     |
| Guatemala (1 destino, 3 aerolíneas)                        |                                                       |                                                   |                       |
| Ciudad de Guatemala                                        | Aeropuerto Internacional La Aurora                    | Avianca El Salvador / CM Airlines / TAG Airlines  | 16                    |
| Panamá (1 destino, 1 aerolínea)                            |                                                       |                                                   |                       |
| Ciudad de Panamá                                           | Aeropuerto Internacional de Tocumen                   | Copa Airlines                                     | 7                     |
| Europa                                                     |                                                       |                                                   |                       |
| España (1 destino, 1 aerolínea)                            |                                                       |                                                   |                       |
| Madrid                                                     | Aeropuerto Adolfo Suárez Madrid-Barajas               | Air Europa                                        | 3                     |
| Total: 16 destinos (1 estacional), 8 países, 16 aerolíneas |                                                       |                                                   |                       |

## Estadísticas de pasajeros
En el 2016, el aeropuerto atendió a 1.200.000 pasajeros, convirtiéndolo en el principal aeropuerto de Honduras en términos de volumen de pasajeros.[cita requerida] En 2020 el antiguo administrador del aeropuerto, Interairports, reportó que el aeropuerto atendió a un poco más de un millón de pasajeros anuales en 2019.

## Aeropuertos cercanos
Los aeropuertos más cercanos son:
- Aeropuerto Internacional Golosón (118km)
- Aeropuerto de Punta Gorda (119km)
- Aeropuerto de Placencia (128km)
- Aeropuerto de Utila (131km)
- Aeropuerto Internacional de Comayagua
- Aeropuerto Internacional Toncontín (172km)